# Joaquín Ramiro
Joaquín María Ramiro (Buenos Aires, 1800 - Paraná, septiembre de 1867) fue un militar argentino que participó en la guerra de independencia y la guerra civil de su país, en la guerra del Brasil y en las campañas del Desierto.

## Biografía
Era hijo de un médico militar que se había destacado en la lucha contra las Invasiones Inglesas, pero repetidamente se negó a prestar servicios en la guerra de independencia. 
Se incorporó al Ejército de los Andes en 1818 y tuvo su bautismo de fuego en la Sorpresa de Cancha Rayada, obteniendo su primer ascenso tras la batalla de Maipú. Regresó a Mendoza al año siguiente.
En 1820 fue enviado por el jefe revolucionario Mariano Mendizábal a Mendoza, a exigir al gobernador sustituto Pedro José Campos, que era su tío, la separación de las provincias de San Juan y Mendoza. Más tarde combatió contra la invasión de José Miguel Carrera.
Regresó a Buenos Aires en 1822, y participó en las campañas del gobernador Martín Rodríguez contra los indígenas del sur de la provincia de Buenos Aires. Participó en la guerra del Brasil como oficial de un cuerpo de caballería.
Se opuso a la revolución de Juan Lavalle y combatió del lado de Juan Manuel de Rosas en la batalla de Puente de Márquez. Dos años más tarde formó parte de la campaña contra la Liga del Interior. Participó en la Revolución de los Restauradores en 1833, y al año siguiente fue ascendido al grado de coronel. Nombrado edecán del gobernador Juan José Viamonte, conservó ese puesto con sus sucesores, Maza y Rosas.
En 1840 participó en la campaña contra la invasión de Lavalle, pero no llegó a entrar en combate. Tres años más tarde pasó al Uruguay, a reforzar el ejército de Manuel Oribe, que empezaba el sitio de Montevideo. Fue un oficial destacado de las fuerzas sitiadoras hasta la rendición de Oribe ante Justo José de Urquiza. Regresó a Buenos Aires y participó en la batalla de Caseros como oficial de estado mayor del ejército de Rosas.
A fines de año formó en las filas federales de Hilario Lagos y participó en el sitio de Buenos Aires. Fue uno de los mediadores entre el gobierno provincial dirigido por el mismo Lagos – que controlaba todo el interior de la provincia – y el de la ciudad.
Pasó los años siguientes en Mendoza, prestando servicios en la frontera sur de la provincia, y reclutando soldados en la capital. A fines de 1858 participó en la incruenta campaña para deponer a los asesinos del general Nazario Benavídez en San Juan. A mediados del año siguiente presidió el tribunal que juzgó a los responsables de su muerte.
A fines de 1860 fue edecán del presidente Santiago Derqui. Después de la caída de la Confederación Argentina fue capitán del puerto de Paraná durante muchos años, contando con la confianza del gobernador Urquiza y del presidente Bartolomé Mitre.